# Elsebe van Delden
Elsebe van Delden auch bekannt als Elsebe Hasenbroecks (geboren 1371 vermutlich in Oldenzaal; gestorben 4. oder 5. Oktober 1458 in Diepenveen) war eine niederländische Ordensfrau und Prokuristin im Kloster Diepenveen.

## Leben
Elsebe van Delden wurde 1371 vermutlich in Oldenzaal geboren. Ihre Lebensgeschichte ist im Schwesternbuch von Diepenveen aufgezeichnet worden. Sie war das jüngste Kind sehr vermögender Eltern. Ihre Eltern waren Werner van Delden und Geertruid van Denen. Sie heiratete um 1387 Roelof Hasenbroecks (gestorben vor 1397). Aus dieser Ehe gingen zwei Töchter und ein Sohn hervor. Diese waren noch jung, als Roelof Hasenbroecks starb. Nach dem Eintritt ihres Bruders Johan in das Kloster Munnikhuizen bei Arnheim, wuchs in Elsebe Hasenbroecks ebenfalls der Wunsch nach einem Leben im Kloster. Er gab ihr den Rat, Kontakt zu Zwedera van Rechteren aufzunehmen, die zusammen mit Jutta von Ahaus neben dem Meester-Geertshuis in Deventer wohnte. Elsebe Hasenbroecks zog nach dem Tod ihrer Töchter mit ihrem Sohn zu ihnen.
Johannes Brinckerinck stellte ihnen im Jahr 1400 seine Pläne für die Gründung des Schwesternhaus St. Agnes in Diepenveen vor. Die Frauen waren von den Plänen sehr begeistert und noch bevor Elsebe Hasenbroecks sicher war, ob sie eintreten durfte, spendete sie „eine große Menge nicht gezählten Geldes für den Bau dieses Klosters“. Daraufhin erklärte ihr Brinckerinck, dass sie keinen Platz kaufen könne, sorgte jedoch für eine Unterkunft für ihren Sohn. Damit konnte Elsebe Hasenbroecks in das neue Kloster eintreten.
Am 21. Januar 1408 nahm das Schwesternhaus die Augustinusregel an. Elsebe Hasenbroecks wurde eingekleidet und ihr wurde die Verantwortung für die Finanziellen Angelegenheiten des Klosters übertragen. Aus den Aufzeichnungen im Schwesternbuch geht hervor, dass die Zusammenarbeit mit Priorin Salome Sticken und Subpriorin Katharina van Naaldwijk vorbildlich gewesen sei. In den Aufzeichnungen wurde auch festgehalten, dass sie während der Messe Engel auf dem Altar sah und so „die Gnade der Vision“ genoss. Das Amt der Prokuristin übte sie 33 Jahre aus. Bis ins hohe Alter, noch mit 86 Jahren, inzwischen war sie blind und taub, nahm sie täglich an den Chorgebeten, den Lesungen im Refektorium und beim wöchentlichen Kapitel teil.
Elsebe Hasenbroecks starb am 4. oder 5. Oktober 1458.